# Dom Nordycki na Wyspach Owczych
Dom Nordycki (farerski Norðurlandahúsið) – najważniejsza instytucja kultury archipelagu Wysp Owczych. Została stworzona aby wspierać oraz promować Nordycką i farerską kulturę zarówno w okolicy, jak i na skalę światową.

## Historia
Erlendur Patursson (1913–1986), farerski członek Rady Nordyckiej wpadł na pomysł zorganizowania konkursu na stworzenie Domu Nordyckiego na Wyspach Owczych. Konkurs odbył się w 1977 roku, a spośród 158 uczestników wyłoniono dwoje najbardziej wybitnych architektów, Ola Steen z Norwegii oraz Kollbrún Ragnarsdóttir z Islandii. Projekt został zatwierdzony w 1980 roku przez Radę Nordycką. Budowa została zakończona 8 maja 1983 roku. Łączny koszt całego przedsięwzięcia wyniósł ok. 70 000 000 duńskich koron, przy czym wkład finansowy Rady Nordyckiej pokrył 66% kosztów, a pozostałe 34% zapłacił rząd farerski.
| Imię i nazwisko      | Kraj pochodzenia | Okres powierzenia |
| -------------------- | ---------------- | ----------------- |
| Steen A. Cold        | Dania            | 1983 - 1984       |
| Hjörtur Pálsson      | Islandia         | 1984 - 1985       |
| Karin Flodström      | Szwecja          | 1985 - 1989       |
| Jan Kløvstad         | Norwegia         | 1989 - 1994       |
| Peter Turtschaninoff | Finlandia        | 1994 - 1999       |
| Helga Hjörvar        | Islandia         | 1999 - 2005       |
| Niels Halm, Denmark  | Dania            | 2005 - 2013       |

Od 2013 roku stanowisko dyrektora obejmuje Sif Gunnarsdóttir z Islandii.

## Wnętrze Domu
Wnętrze Domu Nordyckiego przedstawia części kultury krajów Nordyckich oraz jest zachowane w tradycyjnym, skandynawskim stylu. Schody zostały stworzone z norweskich skał. Podłoga jest zrobiona z oryginalnych szwedzkich paneli, na których stoją fińskie krzesła. Cała konstrukcja domu zaprojektowana została w duńskim stylu, a jej dach to akcent islandzki. Islandzki dach został tradycyjnie pokryty trawą.
Hala główna znajduje się w samym środku Domu Nordyckiego. Jest to również największe pomieszczenie w budowli, które może pomieścić do 380 osób. W hali głównej znajduje się średniej wielkości scena, gdzie organizowane są seanse filmowe, występy teatralne oraz kameralne koncerty.
Z lobby można dostać się do niemal wszystkich pomieszczeń w budynku. W pomieszczeniu są toalety (również dla niepełnosprawnych) oraz telefony.
Klingran - to pokój, w którym znajdują się wyłącznie ściany ze szkła. Możliwe jest połączenie Klingran z halą główną lub z lobby.